# Hrazdan
För andra betydelser, se Hrazdan (olika betydelser).
Hrazdan (armeniska: Հրազդան , Razdan på Latin och tidigare Achta, Achti, Achtala, Nizjnije Achty och Nerkin Achta) är huvudstaden i Kotajkprovinsen i Armenien. Namnet kommer ifrån det persiska namnet Frazdan som hör ihop med den zorastristiska mytologin. Staden har 52 900 invånare (2009) och är den femte största staden i Armenien räknat i folkmängd. 1989 hade staden 59 000 invånare. Under Sovjettiden var staden en av de högindustrialiserade städerna i Armeniska SSR.